# Yugo Florida (филм)
Yugo Florida je српски хумористичко-драмски филм из 2025. године у режији Владимира Тагића.
Светска премијера филма биће одржана на 31. Сарајево филм фестивалу.

## Радња
Зоран је хронично уморни нинџа, радник у ноћној смени ријалити програма Велики брат, где на педесетак монитора посматра учеснике како спавају. Након завршене смене, у једном од јутарњих покушаја да заспи, Зоранов ионако лак сан разбија позив отуђеног оца Весе. Веса има рак.
Зоран и Веса се вуку од лекара до лекара, кроз институционални хаос државног и приватног здравственог сектора.
Иако се пуном снагом ангажује око помоћи свом оцу, Зоран никако не прихвата тешку истину - да Веса копни и полако одлази.
Да би од тога побегао, Зоран емоције усмерава ка свом запостављеном љубавном животу и испуњење тражи у двема немогућим везама - са својом бившом девојком а сада туђом вереницом Тамаром и старлетом из Великог брата Емом.

## Улоге
| Глумац                  | Улога |
| ----------------------- | ----- |
| Андрија Кузмановић      |       |
| Никола Пејаковић        |       |
| Хана Селимовић          |       |
| Јована Стојиљковић      |       |
| Сњежана Синовчић-Шишков |       |
| Вахид Џанковић          |       |
| Бојана Стојковић        |       |
| Горан Славић            |       |
| Ива Милановић           |       |
| Јана Милосављевић       |       |